# César Ferreira
Pour les articles homonymes, voir Ferreira.
César Ferreira, de son nom complet José César Ferreira, est un footballeur portugais né le 10 avril 1916 à Vila do Bispo et mort à une date inconnue. Il évoluait au poste de milieu.

## Biographie
César Ferreira est d'abord joueur du SL Beja de 1935 à 1938.
Il rejoint le Benfica Lisbonne en 1938,.
Il dispute un total de 53 matchs en première division portugaise. Avec le Benfica Lisbonne, il est sacré Champion du Portugal en  1942, 1943 et en 1945. Il remporte également trois Coupes du Portugal en 1940, 1943 et en 1944,.
Après une dernière saison 1946-1947 avec le Sporting Espinho, il raccroche les crampons,.

## Palmarès
Benfica Lisbonne
| - Championnat du Portugal (3) : - Champion : 1941-42, 1942-43 et 1944-45. - Coupe du Portugal (3) : - Vainqueur : 1939-40, 1942-43 et 1943-44. |  | - Championnat de Lisbonne (1) : - Champion : 1939-40. |